# NGC 2387
NGC 2387 je galaksija u zviježđu Kočijašu.

## Vanjske poveznice
- SEDS: NGC 2387